# Доленє Єсениці
Доленє Єсениці (словен. Dolenje Jesenice) — поселення в общині Шентруперт, регіон Південно-Східна Словенія, Словенія.